# بیشلباخ
بیشلباخ (به آلمانی: Bichlbach) یک منطقهٔ مسکونی در اتریش است که در ناحیه رویت واقع شده‌است. بیشلباخ ۳۰٫۶ کیلومتر مربع مساحت دارد ۱٬۰۷۹ متر بالاتر از سطح دریا واقع شده‌است.